# Low-key világítási technika

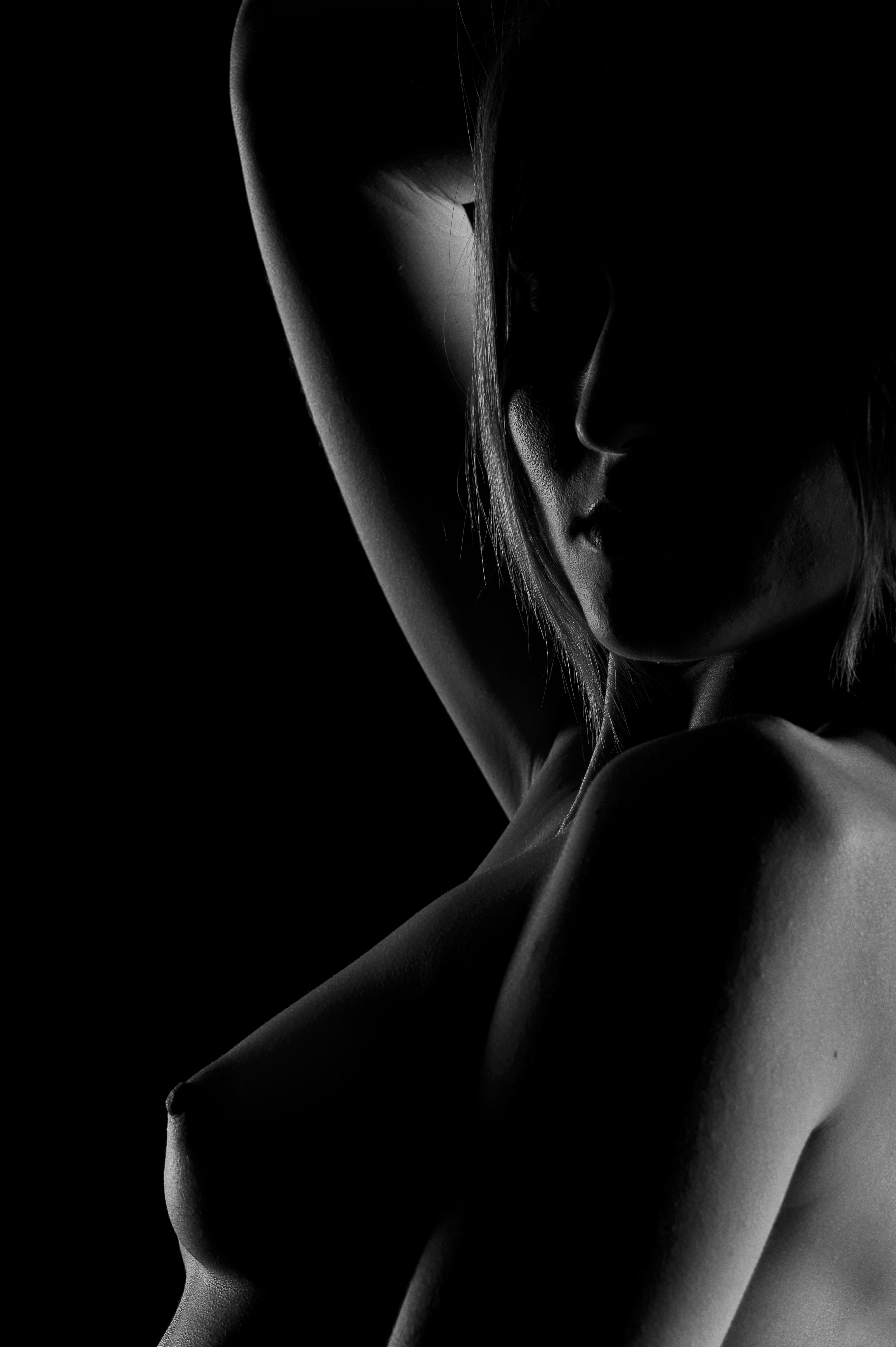
Ralf Roletschek aktfotója

A low-key megvilágítás a fotográfiában szélsőséges kontrasztokat eredményező hatást okoz. A képen derítetlen, vagy alig derített árnyékok és erős csúcsfények emelik ki a megvilágított téma kontúrjait, míg azon kívül minden, vagy szinte minden teljes árnyékban marad. A hatást sötét környezettel és kemény, kontrasztos megvilágítással érik el.
A fotográfiában a low-key technikát többnyire fekete-fehér képeknél, sokszor az aktfotóknál alkalmazzák. Az éles főfény mellett alig, vagy egyáltalán nem használnak derítést.
A low-key hatás (mint a fotóművészetben sok minden) visszavezethető a festészet tanulmányozására. Így például Rembrandtnak vagy Caravaggio festészetében a figurákat a fény emeli ki a sötétben tartott háttérből.
A low-key operatőri fénytechnika természetesen a filmművészetben is jelen van.